# Piletocera cuprescens
Piletocera cuprescens là một loài bướm đêm trong họ Crambidae.